# Brookline (New Hampshire)
Pour les articles homonymes, voir Brookline.
Brookline est une municipalité américaine située dans le comté de Hillsborough au New Hampshire. Selon le recensement de 2010, sa population est de 4 991 habitants.

## Géographie
La municipalité s'étend sur 20,14 milles carrés (52,16 km2), dont 0,36 milles carrés (0,93 km2) d'étendues d'eau.

## Histoire
La localité est fondée en 1637 sur le territoire de Dunstable, sous le nom de West Hollis. Elle devient une municipalité en 1769 sous le nom de Raby, en l'honneur du cousin du gouverneur John Wentworth qui était baron de Raby. Elle est renommée Brookline en 1798, sous la pression d'un citoyen et propriétaire terrien origine de Brookline dans le Massachusetts.

## Démographie
La population de Brookline est estimée à 5 259 habitants au 1er juillet 2016.
Elle est plus jeune que la moyenne du New Hampshire ou des États-Unis en 2010 avec 31,3 % de moins de 18 ans (contre respectivement 21,8 % et 24 %) et 6,6 % de plus de 65 ans (contre 13,5 % et 13 %).
Le revenu par habitant était en moyenne de 44 583 dollars par an entre 2012 et 2016, au-dessus de la moyenne du New Hampshire (35 264 dollars) et de la moyenne nationale (29 829 dollars). Sur cette même période, 1 % des habitants de Brookline vivaient sous le seuil de pauvreté (contre 7,3 % dans l'État et 12,7 % à l'échelle des États-Unis).